# 李幹傑
李 幹傑（り かんけつ、1964年11月11日 - ）は、中華人民共和国の原子力と環境の専門家・官僚・政治家。湖南省長沙市長沙県望城出身。現職は中国共産党中央政治局委員兼中央統一戦線部部長。元中国共産党山東省党委員会書記、山東省人民政府省長などを歴任。

## 経歴
1964年11月、湖南省長沙市長沙県望城で生まれる。1986年7月に清華大学工程物理学科を卒業。1989年7月、修士号を取得。大学卒業後、国家核安全局に勤務する。主任科員、副処長、処長を歴任。1991年9月から1993年1月まで、李はフランスの放射線防護・原子力安全研究所で研修しています。
1998年1月、湖南省平江県に移り、平江県党委副書記に就任。1999年1月、中国駐フランス大使館科技一等秘書を担当しました。2000年7月、国家環境保護総局に入局。核安全司副司長、党委副書記、司長を歴任。2006年12月、国家環境保護総局副局長に昇格。同年には国家核安全局局長を兼務する。
2016年10月、党務に転じて河北省に赴任し、河北省党委員会副書記に就任した。
2017年5月、中央に移り、中華人民共和国環境保護部党組書記に就任。第12期全国人民代表大会常務委員会第28回会議で10日、李幹傑が部長に選出された。
2020年4月、山東省党委副書記、省長代行に転じた。山東省省長は前任の龔正が3月に上海市市長へ異動した後、空席となっていた。7月21日、山東省人民政府省長に就任。2021年9月30日、劉家義の後任として、山東省党委員会書記に任命された。
中国共産党第二十回全国代表大会で中国共産党中央政治局委員に選ばれる。